# Eophrixus adriaticus
Eophrixus adriaticus är en kräftdjursart som först beskrevs av Hugo Frederik Nierstrasz och Brender a Brandis 1931.  Eophrixus adriaticus ingår i släktet Eophrixus och familjen Bopyridae. Inga underarter finns listade i Catalogue of Life.